# Store bededag
Store bededag, en français « grand jour de la prière », est une fête danoise célébrée le quatrième vendredi après Pâques. Elle est également célébrée aux îles Féroé (sous le nom de dýri biðidagur) et au Groenland (groenlandais : tussiarfissuaq).

## Histoire
Store bededag est introduit en 1686 dans l'Église du Danemark par l'évêque de Seeland, Hans Bagger, durant le règne de Christian V, en place de plusieurs fêtes catholiques mineures ou locales qui avaient survécu à la Réforme protestante.
Les cloches des églises sonnent la veille du Store bededag.
Store bededag est un jour férié au Danemark jusqu'en 2024.

## Suppression du jour férié
Le 14 décembre 2022, la Première ministre Mette Frederiksen a proposé de supprimer en 2024 le jour férié qui accompagne cette fête, pour financer la hausse des dépenses de défense du Danemark. Aussi bien les syndicats que l'Église luthérienne évangélique protestent contre cette décision.
Malgré des manifestations qui rassemblent jusqu'à 50 000 opposants et une forte opposition dans les sondages, le Parlement danois (Folketing) approuve le 28 février 2023 la suppression de Store bededag comme jour férié, par 95 voix contre 68,. Cette décision participe à la baisse de popularité de la Première ministre et de son gouvernement.